# John McPherson (Fußballspieler, 1868)
John „Kitey“ McPherson (* 19. Juni 1868 in Kilmarnock; † 31. Juli 1926 in Rutherglen) war ein schottischer Fußballspieler und -funktionär. In seiner aktiven Karriere als Spieler gewann er mit den Glasgow Rangers insgesamt fünfmal die schottische Meisterschaft und dreimal den Pokal. Dazu kamen vier Siege mit der Nationalmannschaft von Schottland in der British Home Championship.

## Karriere

### Verein
John McPherson wurde im Juni 1868 in der Grange Street in Kilmarnock als Sohn des Schmieds James McPherson, der vor der Volkszählung 1881 verstorben war, und seiner Ehefrau Christina Adam geboren. In seiner Kindheit erhielt McPherson den Spitznamen „Kitey“, den er auch später im Leben benutzte. Mit zwei weiteren Brüdern und seiner Mutter als Witwe lebte McPherson 1881 am Glencairn Square im Stadtzentrum von Kilmarnock. Er arbeitete als Maschinenschlosser, als er anfing, für den FC Kilmarnock in seiner Heimatstadt Fußball zu spielen. Mit dem Verein gewann er 1885 den Ayrshire Cup. Im April 1887 ging McPherson zum FC Everton nach Liverpool. Am 2. September 1887 vertrat McPherson den FC Cowlairs in einem Spiel der ersten Runden im Scottish FA Cup 1887/88 gegen Third Lanark im Cathkin Park, das mit 2:1 gewonnen wurde. Der Verlierer legte Protest ein, da Cowlairs möglicherweise mit McPherson einen verbotenen Profi eingesetzt hatte. Es wurde festgestellt, dass ein anderer Spieler von einem englischen Verein bezahlt wurde, und das Spiel wurde wiederholt, wobei Cowlairs erneut gewann. McPherson kehrte danach nicht nach Everton zurück, sondern spielte stattdessen wieder für Kilmarnock. Ab 1888 spielte er die nächsten zwei Jahre bei Cowlairs, bevor er 1890 zu den Glasgow Rangers wechselte. Am 16. April 1891 heiratete er Margaret Brown in der Odd Fellows Hall in Kilmarnock und ließ sich in der Craigton Road 40 in Glasgow nieder. In der ersten Saison der Scottish Football League gewann McPherson mit den Rangers 1891 die geteilte schottische Meisterschaft. McPherson hatte seine erfolgreichste Zeit seiner Karriere bei den Rangers und war von 1894 bis 1898 sogar Mannschaftskapitän. Mit den Rangers gewann er bis 1902 fünfmal die schottische Meisterschaft davon viermal in Folge und dreimal den Pokal. McPherson bestritt insgesamt 175 Ligaspiele für den Ibrox-Verein und erzielte 98 Tore. McPherson spielte hauptsächlich als Stürmer bei den Rangers, wurde aber auch oft auf anderen Positionen eingesetzt, darunter als Torhüter.
Im Jahr 1907 wurde McPherson bei den Rangers Teil des Board of Directors.
Am 31. Juli 1926 sah McPherson sich ein Spiel des FC Clyde im Shawfield Stadium an, bei dem er im Alter von 58 Jahren einen Herzinfarkt erlitt. Seine letzte Ruhestätte fand er auf dem Craigton Cemetery in Glasgow der unweit des Ibrox Stadium, der Heimspielstätte der Rangers liegt.
Sein Bruder David McPherson war ebenfalls Nationalspieler und spielte für Kilmarnock und die Rangers.

### Nationalmannschaft
John McPherson absolvierte zwischen 1888 und 1897 acht Länderspiele für die schottische Fußballnationalmannschaft und erzielte sechs Tore. Sein Debüt gab er am 10. März 1888 bei einem 5:1-Sieg gegen Wales im Hibernian Park. Mit den „Bravehearts“ nahm er zwischen 1888 und 1897 sieben Mal an der British Home Championship teil und gewann diese viermal.

## Erfolge
mit den Glasgow Rangers
- Schottischer Meister (5): 1891, 1899, 1900, 1901, 1902
- Schottischer Pokalsieger (3): 1894, 1897, 1898

mit Schottland
- British Home Championship (4): 1889, 1890, 1894, 1897